# Celtún
Celtún är en ort i Mexiko.   Den ligger i kommunen Chichimilá och delstaten Yucatán, i den östra delen av landet, 1 100 km öster om huvudstaden Mexico City. Celtún ligger 25 meter över havet och antalet invånare är 148.
Terrängen runt Celtún är mycket platt. Runt Celtún är det ganska glesbefolkat, med 21 invånare per kvadratkilometer. Närmaste större samhälle är Chichimila, 19,1 km norr om Celtún. I omgivningarna runt Celtún växer i huvudsak städsegrön lövskog.